# Nâsser Farhangfar
Nâsser Farhangfar (نا صر فرهنگ فر ; Téhéran, 1947-1997) était un joueur de tombak, instrument de percussion iranien. Il était également poète, calligraphe et chantait, en s'accompagnant, d'une voix puissante.

## Biographie
Il a accompagné des musiciens tels que Djamshid 'Andalibi, Darioush Tala'i, Parviz Meshkatian, Hossein Alizadeh, Mohammad Reza Lotfi, Mohammad Reza Shadjarian… Il forma avec ces deux derniers un trio célèbre qui influença l'évolution de la musique persane dans les années 1970. Il eut comme élèves Dârioush Zargari, Djamshid Mohebbi, Kâmbiz Gandjeii, Homayoun Shadjarian, Morteza Ghassemi, Madjid Hessabi et Christian Perraudin… et bien entendu son fils Ârach, qui lui succède dignement.